# 聖哈辛托德爾考卡
聖哈辛托德爾考卡是哥倫比亞的城鎮，位於該國北部，由玻利瓦省負責管轄，始建於1817年，面積549平方公里，海拔高度25米，2005年人口7,204，人口密度每平方公里13.12人。
8°15′00″N 74°43′00″W / 8.25°N 74.7167°W